# 英倫玫瑰
《英倫玫瑰》（英語：The English Roses）是美國藝人瑪丹娜撰寫、傑夫瑞繪製插圖的一本兒童繪本，由2003年發行，後續發展為兩人合作的兒童繪本系列。書中描寫五位就讀倫敦學校的女孩及其生活中面臨的問題。

## 簡介
該書講述夏洛蒂、愛咪、葛瑞絲、妮可四人的日常，她們嫉妒同學娜娜，認為娜娜擁有完美的生活。實際上，娜娜自幼喪母，與父親住在小房子裡，需自行料理家務，生活孤單，沒有朋友。她們誤以為娜娜受歡迎、富裕且備受寵愛，實則和事實不符。

## 發展
該書為瑪丹娜的首本童書，於2003年9月15日由Callaway Editions出版社發行，覆蓋全球一百多個國家，並翻譯成30多種語言版本。

## 續集
2006年，瑪丹娜繼續撰寫「英倫玫瑰」系列。第二本繪本《英倫玫瑰2：白馬王子來了》插圖由史黛西負責，為該系列唯一未由傑夫瑞繪製插圖的書籍。首版精裝書於2006年10月24日由Callaway發行。內容描寫五位女生的友誼在一位新學生到來後面臨考驗。

## 外部連結
- 《英倫玫瑰》官方網站 （页面存档备份，存于）